# Artocarpus gomezianus
Artocarpus gomezianus är en mullbärsväxtart. Artocarpus gomezianus ingår i släktet Artocarpus och familjen mullbärsväxter.

## Underarter
Arten delas in i följande underarter:
- A. g. gomezianus
- A. g. zeylanicus

## Bildgalleri

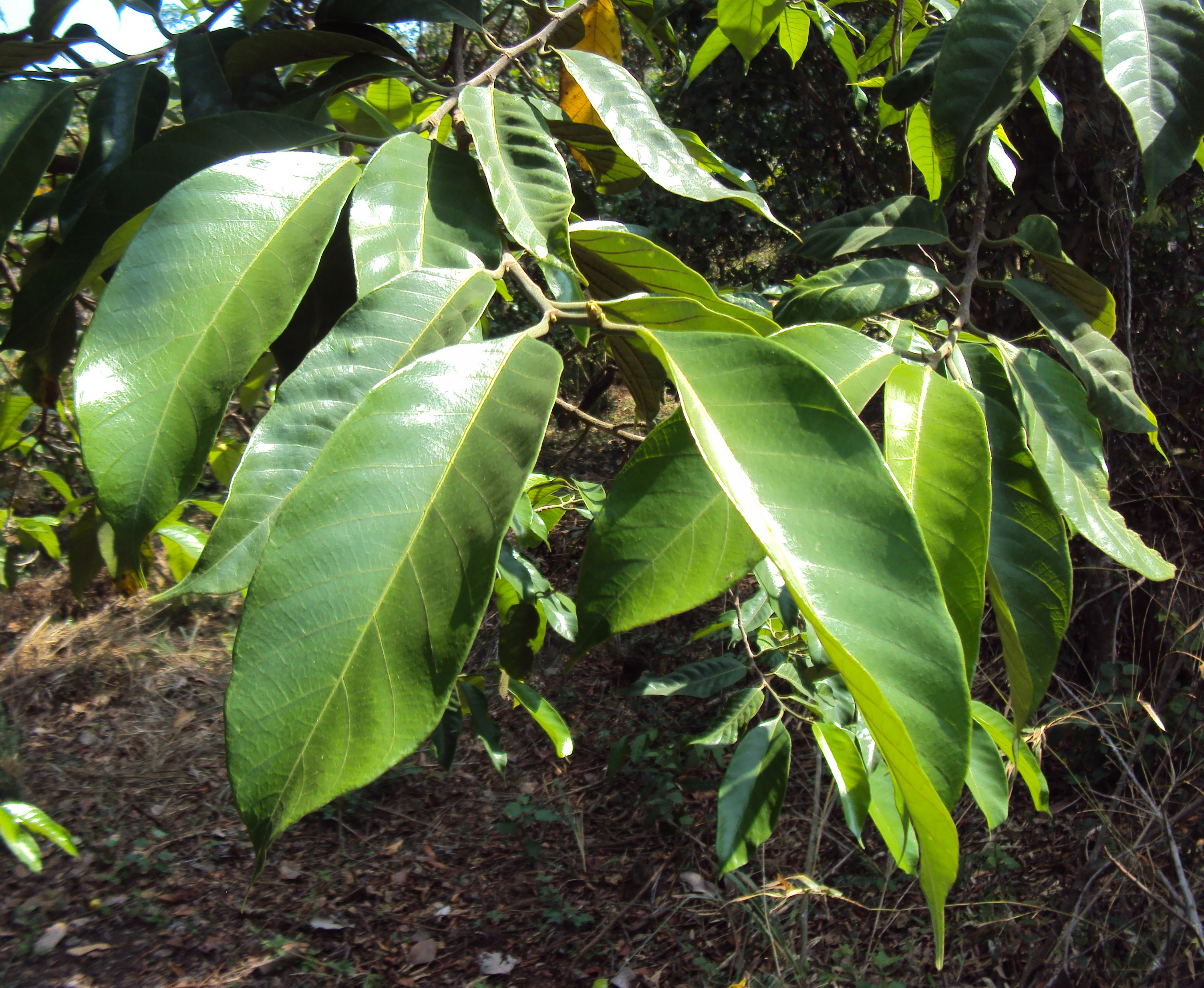
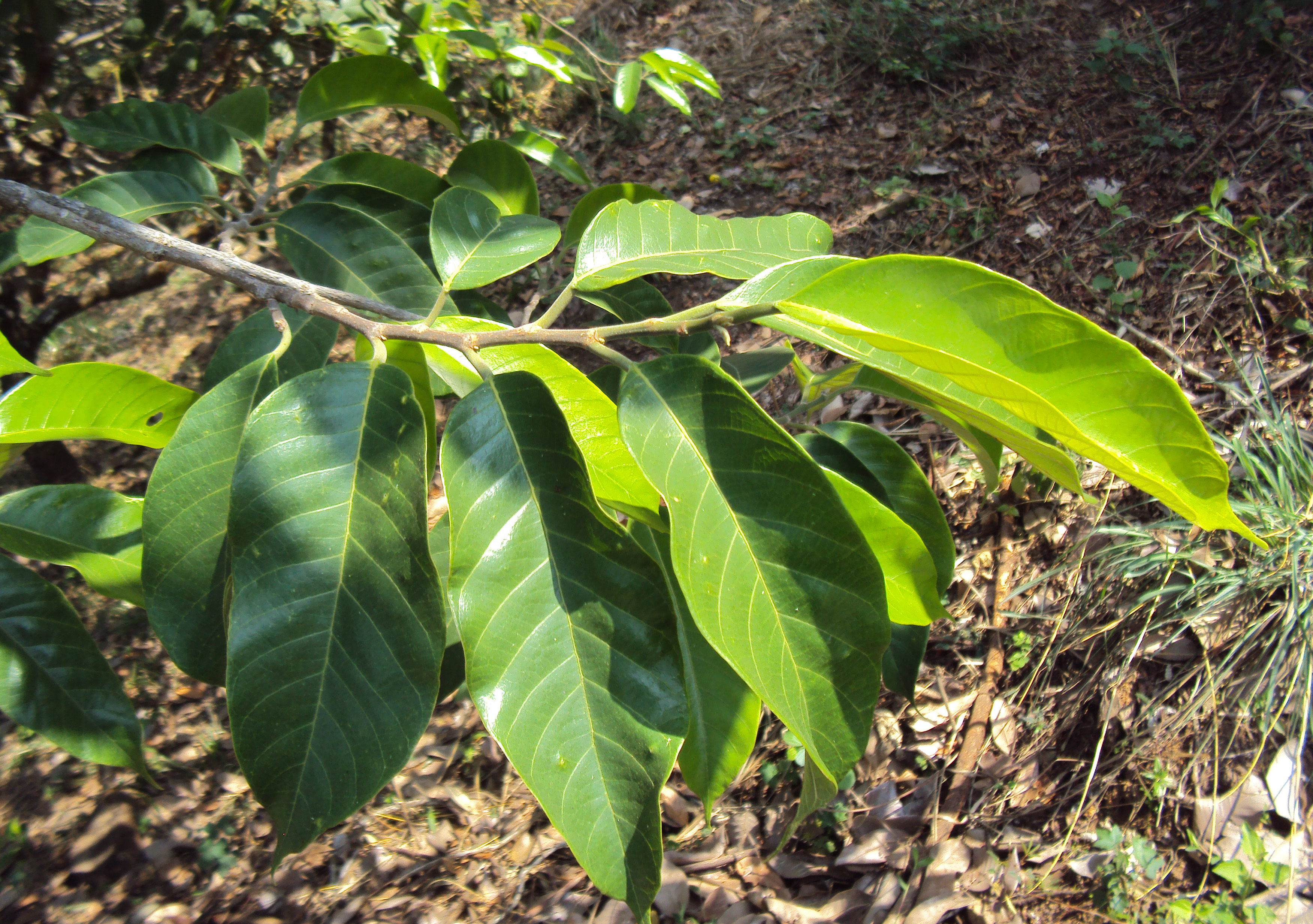
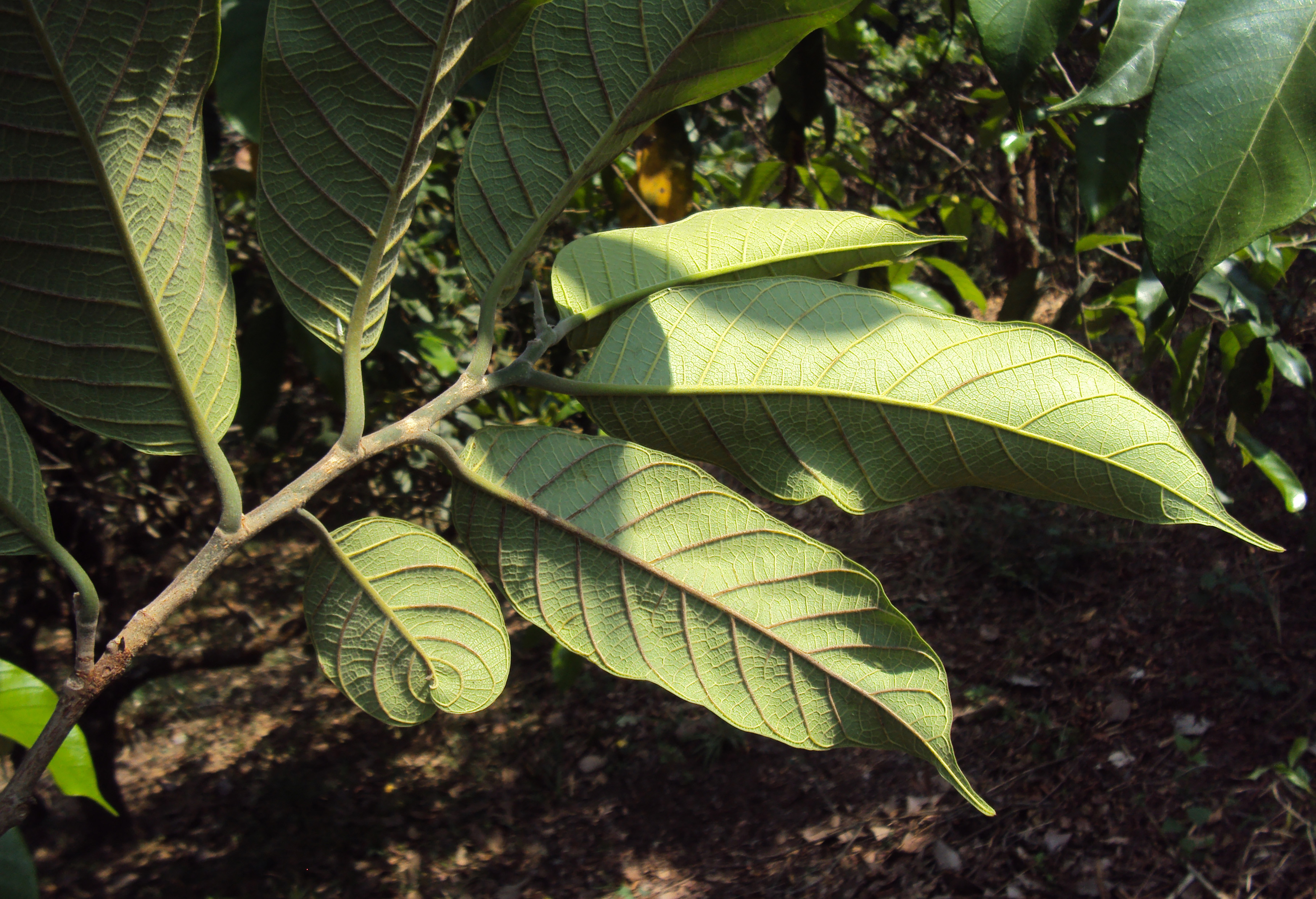
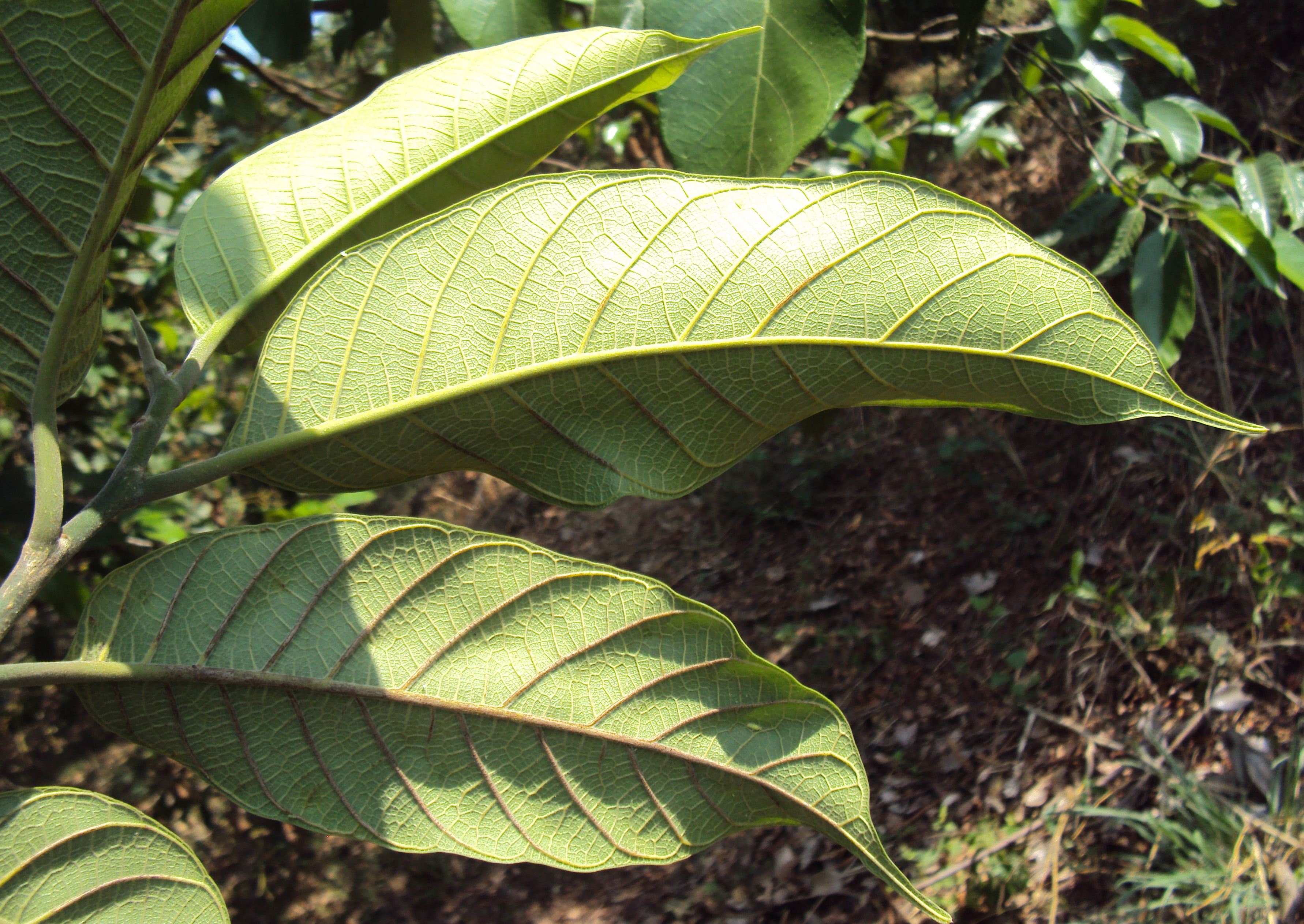